# スフィアーズ
『スフィアズ』 (SPHERES, 스피어즈) は2003年2月27日から2003年8月21日にMBC放送された韓国のテレビアニメ作品である。韓国文化放送とスタジオカーブによって制作されたファンタジー作品である。全26話。冒険ファンタジーと恋愛もののジャンルを融合している。タイトルやストーリー、登場人物の特性などで日本のアニメーション作品である『スレイヤーズ』との相似点が多くみられる。

## 概要
韓国国産アニメの振興を目指すスタジオカーブの自主制作作品。日本のアニメの影響を多く受けながら、韓国の子供たちを覆う問題、「加熱しすぎた受験戦争」を憂い、「子供は大人の考える通りの道を進むべきではない、自分のなりたいようになるべき」というテーマを掲げて本作を企画した。
韓国制作作品であるが、一部回の絵コンテには小寺勝之、有富興二、川村賢一といった日本の演出家も関わっている。特に小寺はパイロット版の制作にも関わっている。

## あらすじ
この物語の始まりはこの田舎村。
ハン・ナヨンは田舎暮らしの元気な少女で、友人のキングコング達とともに野球をやったり、ペットのムササビ、ナロンイと一緒に遊んでいたりする。
ある日のこと、ジュ・アラ先生に連れられて両親のもとを離れ転校するが、途中謎の敵に襲われ、自分が超能力者であることに目覚める。
転校先の英才学校で出会ったニュー＝スフィアーズの仲間たちとともに、謎の敵スフィアユニオンに立ち向かう!

## キャラクター

### NEW-SPHERESの仲間たち
ハン・ナヨン （한나연)
声 - ヤン・ジョンファ
12歳。身長145cm。本編の主人公。
腕にスフィア＝フェニックスをあらわし、超能力をあやつる。
男勝りの闊達な少女。祖父、イルファン校長の招きでジュ先生とともに英才学校に転校するが、途中ジンに襲われ、超能力に目覚める。
スフィアユニオンとの戦いのなかで、自分が古代スフィアズ王国の生き残りだったことを知る。(23話)
2億年前、古代スフィアズ王国が大王の悪意とともに滅びる際、実母アンガーラは死に際に2歳の彼女とナロンをコールドスリープ状態にし、息絶えた。
今から12年前にイルファン率いるスフィア王国探索隊が遺跡を発見、超能力の独占を図ったアステンに谷底に叩き落されたイルファンによって発見され、彼の親族によって育てられた。
「できることや願うことなら何でもできる」という純粋な信頼を持っている（これは古代スフィアズ人の信念でもある）。
イ・ホジュン （이호준）
声 - イ・ミョンソン
12歳。153cm。｢ニュースフィアズ｣のメンバー。
ナヨンのライバルで、最強のスフィアズを目指す少年。
腕にスフィア＝ストームをあらわし、超能力をあやつる。
闘争心が強く負けず嫌いで強気。色々な能力を持つが、際立った特技がないのが悩みで、ナヨンが転校してくると自尊心がゆがんでしまう。
また、両親がスフィアズであるという悩みを抱えている問題児。
ビサエール王女 （공주）
声 - ウ・ジョンシン
12歳。145cm。自称｢ティオスニア･ウコニオ･ビサエール姫｣。
ピパオ王国の王女なのだが、ほかの仲間たちには信用されず冗談半分で「王女」と呼ばれる。実は、ピパオ王国は古代スフィア王国の末裔だった。
神秘的な容貌と裏腹に、間抜けで能天気なコメディリリーフ。音痴。
地面からスフィア＝フラワーを呼び出し、超能力を操る。ソドンを少々意識している？
リア （리아）
声 - ユン・ヨジン
13歳。155cm。 ｢ニュースフィアズ｣の冷静なリーダー格。ショートで少年の様な風貌の少女。
ナヨンたちより年上で、女の子には人気のあるタイプ。
腕にスフィア＝パワーブレインをあらわし、超能力を放つだけでなく各種の分析やハッキングを行う。
カナダ生まれだが、超能力を抑えきれず大事故を起し、韓国に逃避していた（8話）。
自分のスフィア力をコントロールするのは困難だが頭脳で制御している。そのためかパソコン通で、実はゲームマニアでもある。
ユ・ソドン （유서동）
声 - キム・ヒョソン
12歳。139cm。 ｢ニュースフィアズ｣のメンバー。奥山の寺で修行を積む少年法師。
自分の意思に反して未来を予知できる能力を持つ。
腕にスフィア＝ウィンドをあらわし、超能力をあやつる。実に真面目な少年。

### スフィアユニオンの侵略者たち
古代に滅んだ超能力者集団、スフィア王国の末裔で、悪意に染まった総帥アステンによって支配される。その尖兵となったのが、息子ジンと少女ティラで、ニュー＝スフィアーズの能力を伺っていた。
ジン （진）
声 - キム・ヨンソン
14歳。身長165cm　物語前半はティラと共に人気歌手ユニット「ESPAR｣として活動、女の子達の熱い視線を集める。しかし常に冷静で淡白。（スフィアユニオンから芸能活動の使命は終わったとして11話で解散する。）
また英才学校に転校しナヨンと親しくもしたが、その正体はスフィアユニオン総帥アステンの息子だった。
しかし、彼は1988年に作り出されたクローン人間だった事を知り、さらにスフィアストーン奪回作戦の失敗で父と慕ったアステンから捨てられる。
ニュー=スフィアーズに助けられたことが彼の生き方を変える。
ティラ （틸라）
声 - イ・ミョンソン
外見年齢14歳 身長162cm ジンとともにアイドル「ESPER」の人気シンガーとし活躍し、またニュー=スフィアーズを狙う。
彼女はジンを幼少期から育てていた姉の様な存在だったが、実はクローンのジンを誕生の時から育てており、その正体はアンドロイドだった。
スフィアストーン奪回作戦でアステンの命令に背きジンを救い、機能を停止してしまう。
アステン （아스텐）
声 - チェ・ソクピル
58歳。 謎の組織｢スフィアユニオン｣の総帥でジンの父親。
かつてはイルファンの盟友であったが、彼や仲間を裏切り、スフィアズの能力を知る優秀な学者や世界各地に散っていた悪のスフィアズを集めて｢スフィアユニオン｣をつくった。普段はエンターテイメント企業を影で見守っている。
だが、アステンは文明をふたたびこの手で甦らせ、世界を操る「パイカルシステム」で世界制覇をたくらむ。しかし、その悪意は死霊となった古代スフィア大王に利用されたのだった。
ポポミオ議長 （포포미오 재상）
声 - キム・ヨンジュン

### その他の登場人物
ジュ・アラ 先生 （주아라 선생님）
声 - ムン・ソニ
27歳 身長170cm。キュートな容姿がら芯のしっかりした女教師。校長を尊敬している。
ニュースフィアズの創設メンバーのひとり。
イ・テベク 先生 （이태백 선생님）
声 - チェ・ソクピル
キングコング （킹콩）
声 - チェ・ソクピル
ナヨンの故郷の友達で野球仲間。
アン・イルファン校長 （안일환 교장선생님）
声 - パク・ヨンファ
ナヨンの母方の祖父で英才学校の校長を務めている。
ナロンイ （나롱이）
声 - イ・ミョンソン
ナヨンのペットのムササビ。オス。空が飛べないので苦労している。チョコレートが好物。
スタジオカーブのマスコットであり、後年単独のシリーズも製作されている（トゥルトゥルトゥ ナロンイ・快傑ロンマン ナロンイ・グリーンセイバー）が、本作とは関係ない。
ナヨン 母 （나연 엄마）
声 - ユン・ヨジン
イルファン校長の親類で、ナヨンを養女に育てる。ナヨンの幼い時に、彼女の超能力を目の当たりにしている。
ナヨン 父 （나연 아빠）
声 - パク・ヨンファ
ナッツ （땅콩）
声 - キム・ヒョソン

## スタッフ
- 企画 - MBC
- 監督 - ピョン・ヨンギュ
- 脚本 - ピョン・ヨンギュ、パン・ジェヒ、スタジオカーブ
- キャラクターデザイン - ピョン・ヨンギュ、キム・クムス
- 美術監督 - ハン・ムンジュン
- 撮影監督 - イ・ソクボム
- 編集 - キム・ヨンホ
- 音響監督 - イ・インギュ
- 音楽 - M&F
- プロデューサー - アン・ソンウン、キム・ミリョン、アン・スグォン、チョン・チェジョン
- 製作総指揮 - キム・シンファ
- 製作 - スタジオカーブ

## 主題歌
オープニングテーマ「you and me」
作詞 - キム・ソングン / 作曲 - キム・ジュンソク / 編曲 - キム・ジュンソク、チョン・セリン / 歌 - パク・ジュンヒ
エンディングテーマ「夢見る小さい翼 ナロンイ」
作詞 - キム・クムス、キム・ヨン / 作曲 - キム・ヨン / 編曲 - ナムグン・ギチャン / 歌 - キム・ヒョス

## サブタイトル
1. 나만의 능력（わたしだけのちから）
2. 새로온 친구들（新しい友達）
3. 비밀의 방（秘密の部屋）
4. 스피어 윙（スフィアウイング）
5. 공주는 못말려!（王女は止められない!）
6. 친구들을 구하라!（友達を捜せ!）
7. 스타는 피곤해!（スターはつらいよ!）
8. 사이버 월드（サイバーワールド）
9. 비밀의 성궤（秘密の聖櫃）
10. 마음을 열어라!（心を開け!）
11. 믿음（信頼）
12. 나는 나롱이!（私はナロンイ!）
13. 슈퍼스피어（スーパースフィア）
14. 라스트 콘서트（ラストコンサート）
15. 밝혀지는 비밀（明かされる秘密）
16. 영재학교의 위기!（英才学校の危機!）
17. 피파오 왕국（ピパオ王国）
18. 레드 스피어 스톤（レッドスフィアストーン）
19. 진의 비밀（ジンの秘密）
20. 블루 스피어 스톤（ブルースフィアストーン）
21. 치파야 마을의 소녀（チパヤ村の少女）
22. 전설의 나스카（伝説のナスカ）
23. 나는 누구죠?（私は誰?）
24. 바이칼 시스템（パイカルシステム）
25. 스피어즈 문명의 부활（超古代スフィアズ文明の復活）
26. 우리는 하나（私たちは一つ）